# Feddes Repertorium Specierum Novarum Regni Vegetabilis
'Feddes Repertorium Specierum Novarum Regni Vegetabilis, (abreujat Feddes Repert. Spec. Nov. Regni Veg.), va ser una revista amb il·lustracions i descripcions botàniques que va ser editada a Berlín des de l'any 1943 fins al 1964, on es van publica els números 52 al 69. Va ser precedida per Repert. Spec. Nov. Regni Veg. i reemplaçada per Feddes Repertorium.